# Кадиллак (фильм)
«Кадилла́к» (англ. Coupe de Ville) — американская драматическая комедия, снятая режиссёром Джо Ротом в 1990 году. В главных ролях Патрик Демпси, Ари Гросс, Дэниел Стерн, Аннабет Гиш и Алан Аркин. По сюжету три родных брата, обладающие совершенно разным характером, встречаются, берут машину Cadillac DeVille и едут к отцу во Флориду.

## Сюжет
Центральную роль в сюжете играют три брата Либнер: Марвин (Дэниэл Стерн) — старший из троицы, сержант военно-воздушных сил армии США; Бадди (Ари Гросс) — средний брат, робкий мечтатель; и Бобби (Патрик Демпси) — младший из братьев, бунтарь и активист. Будучи детьми, они постоянно проводили время вместе и часто дрались, но став взрослыми, практически перестали видеться. В 1963 году их чудаковатый отец Фред (Алан Аркин) просит перегнать из Детройта в Майами старую машину (Кадилак 1954 года выпуска), которую когда-то приобрела их мать Бэтти (Рита Таггарт). В ходе путешествия братья вступают друг с другом в конфронтацию, и поездка превращается для них в тяжелейшее испытание.

## В ролях
| Актёр          | Роль                  |
| -------------- | --------------------- |
| Патрик Демпси  | Роберт «Бобби» Либнер |
| Ари Гросс      | Бадди Либнер          |
| Дэниел Стерн   | Марвин Либнер         |
| Аннабет Гиш    | Тэмми                 |
| Рита Таггарт   | Бэтти Либнер мать     |
| Джозеф Болонья | дядя Фил              |
| Алан Аркин     | Фред Либнер отец      |
| Джеймс Гэммон  | доктор Старджен       |
| Рэй Лайкинс    | Рик                   |
| Крис Ломбарди  | Рэймонд               |
| Джош Сигал     | Билли Старджен        |

## Отзывы и критика
Среди обозревателей фильм удостоился смешанных отзывов. Кассовые сборы за первый уикэнд после премьеры составили всего лишь 66 871 доллар. Впоследствии «Кадиллак» шёл в 170 различных кинотеатрах, в общей сложности собрав на территории США 716 тыс. долларов.